# بز کوهی اروپایی
بز کوهی اروپایی (نام علمی: Rupicapra rupicapra) گونه‌ای از زیرخانواده بزسانان است. این حیوان بومی مناطق کوهستانی اروپا از جمله کوه‌های کارپات رومانی، رشته‌کوه پیرنه، آلپ، کوه‌های تاترا، بالکان، بخش‌هایی از ترکیه و قفقاز است و به جزیره جنوبی نیوزیلند هم معرفی شده‌است.
این پستاندارانِ سم‌شکافته به خوبی برای زندگی در ارتفاعات صخره‌ای، ناهموار و پرشیب تکامل یافته‌اند. آنها تابستان را تا رویشگاه درختان ریش‌بز می‌گذرانند و در زمستان به پایینتر آمده تا در مناطق جنگلی که بیشتر پوشیده از کاج است گذران زندگی کنند.
بز کوهی اروپایی یک گاوسان متوسط‌جثه است که در بزرگسالی ۷۰ تا ۸۰ سانتیمتر در ناحیه شانه ارتفاع و ۱۰۷ تا ۱۳۷ سانتیمتر طول پیدا می‌کند. نرها ۳۰ تا ۶۰ و ماده‌ها ۲۵ تا ۴۵ کیلوگرم وزن دارند. هر دو جنس شاخ‌هایی کوتاه و مستقیم دارند که نوک آن به عقب برگشته است. پوست آنها در تابستان قهوه‌ای تیره است و در زمستان به خاکستری روشن می‌گراید. رنگ روشن طرفین سر و نوار سیاه زیر چشم، سرین سفید و نوار سیاه در پشت از ویژگی‌های ظاهری این حیوان است که آن را از خویشاوندانش متمایز می‌کند. بزهای کوهی اروپایی در اسارت تا ۲۲ سال عمر کرده‌اند اما در حیات وحش عمر بیشتر از ۱۵ تا ۱۷ سال مشاهده نشده‌است.
امروزه انسان‌ها مهمترین دشمن بزهای کوهی اروپایی هستند که هم برای گوشت و هم برای چرم مرغوبشان آنها را شکار می‌کنند. اما در گذشته وشق اورآسیایی و گرگ خاکستری و در سطح کمتری خرس قهوه‌ای و عقاب طلایی شکارچیان اصلی این حیوان بودند. سقوط بهمن و بیماری‌های همه‌گیر از دیگر خطراتیست که جان این بزها را می‌گیرد. آنها قادر هستند با سرعت ۵۰ کیلومتر بر ساعت بدوند و ۲ متر عمودی و ۶ متر افقی پرش کنند.